# Bekilli

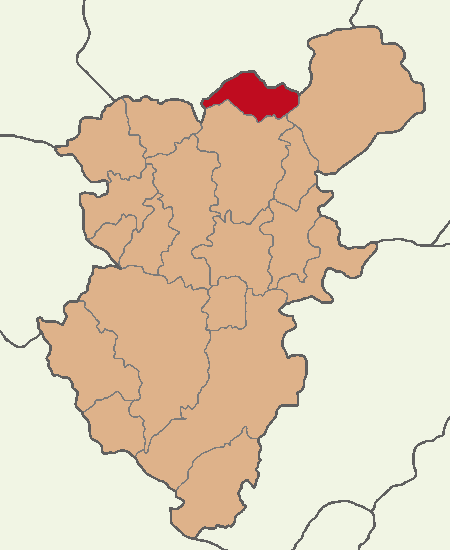
Lage von Bekilli innerhalb von Denizli

Bekilli ist eine Stadt im gleichnamigen Landkreis der türkischen Provinz Denizli und gleichzeitig ein Stadtbezirk der 2012 geschaffenen Büyükşehir belediyesi Denizli (Großstadtgemeinde/Metropolprovinz). Bekilli liegt etwa 85 km nordöstlich des Zentrums von Denizli. 1987 wurde der damalige Landkreis Bekilli vom Kreis Çal als selbständige Verwaltungseinheit abgetrennt. Laut Stadtsiegel bekam der Ort 1910 den Status einer Belediye.
Der Landkreis war Ende 2020 mit 6660 Einwohnern der viertkleinste (Platz 16 von 19) İlçe der Großstadtgemeinde. Die Bevölkerungsdichte liegt mit 22 Einwohnern je Quadratkilometer unter dem Provinzdurchschnitt (86 Einwohner je km²).
Der Altorientalist Veysel Donbaz wurde 1939 in Bekilli geboren.